# せがわまさき
せがわ まさき（8月22日生）は、日本の漫画家。福岡県出身。

## 人物
セガでキャラクターデザインやイラストレーターの仕事を経た後、1997年に『コミックモーニングオープン増刊』（講談社）に掲載の『千魔物語り』でデビュー。以来、『ヤングマガジンアッパーズ』や『週刊ヤングマガジン』などの講談社系の雑誌で作品を掲載している。
他に先駆けて作品の制作にコンピューターを導入したことで知られる。伝奇小説的な作風が特徴。近年では山田風太郎の著作を原作とした漫画作品を手がけており、またちくま文庫の『山田風太郎 忍法帖短篇全集 6』において、『倒の忍法帖』『淫の忍法帖』の登場人物たちのイラストも描いている。
2004年に『バジリスク 〜甲賀忍法帖〜』で第28回講談社漫画賞（一般部門）を受賞。
2005年4月より『週刊ヤングマガジン』（講談社）で『Y十M 〜柳生忍法帖〜』（原作：山田風太郎）を連載、2008年6月に完結。
2010年より『月刊ヤングマガジン』（講談社）で『山風短』（原作：山田風太郎）の連載を開始。
2012年より『月刊ヤングマガジン』（講談社）で『十 〜忍法魔界転生〜』（原作：山田風太郎）の連載を開始。2018年に完結。

## 略歴
- 1997年 - 『千魔物語り』でデビュー
- 1998年 - 初の長期連載作品『鬼斬り十蔵』の連載を開始
- 1999年 - 『ブルースティンガー』キャラクターデザイン
- 2000年 - 『鬼斬り十蔵』の連載を終了
- 2001年 - 『ILLBLEED』キャラクターデザイン
- 2003年 - 『バジリスク 〜甲賀忍法帖〜』の連載を開始
- 2004年 - 『バジリスク 〜甲賀忍法帖〜』で第28回講談社漫画賞（一般部門）を受賞

- 『バジリスク 〜甲賀忍法帖〜』の連載を終了
- 2005年4月 - 『Y十M 〜柳生忍法帖〜』の連載を開始
- 2008年6月 - 『Y十M 〜柳生忍法帖〜』の連載を終了
- 2010年1月 - 『山風短』の連載を開始
- 2011年11月 - 『山風短』の連載を終了
- 2012年6月 - 『ハニーVS』を読切掲載
- 2012年8月 - 『十 〜忍法魔界転生〜』の連載を開始
- 2018年6月 - 『十 〜忍法魔界転生〜』の連載を終了

## 作品一覧
- 千魔物語り - （『コミックモーニングオープン増刊』（講談社）1997年）
- 鬼斬り十蔵 - （『ヤングマガジンアッパーズ』（講談社）1998年 - 2000年）全4巻
- 山田風太郎 原作作品
  - バジリスク 〜甲賀忍法帖〜 - （原作「甲賀忍法帖」、『ヤングマガジンアッパーズ』（講談社）2003年4号 - 2004年13号）全5巻
  - Y十M 〜柳生忍法帖〜 - （原作「柳生忍法帖」、『週刊ヤングマガジン』（講談社）2005年 - 2008年）全11巻
  - 山風短 - （原作「くノ一紅騎兵」「剣鬼喇嘛仏」「青春探偵団」「忍者 枯葉塔九郎」、『月刊ヤングマガジン』（講談社）2010年2号 - 2011年12号）全4巻
  - 十 〜忍法魔界転生〜 - （原作「魔界転生」、『月刊ヤングマガジン』（講談社）2012年9月号 - 2018年7月号）全13巻
- 永井豪 原作作品
  - 炎魔VS 〜ドロロンえん魔くん外伝〜 - （原作「ドロロンえん魔くん」、読み切り、『ビジネスジャンプ』（集英社）2010年15号）
  - ハニーVS - （原作「キューティーハニー」、読み切り、『グランドジャンプ』（集英社）2012年14号）
- ドロップランダーズ - （短期集中連載、『月刊ヤングマガジン』（講談社）2019年2月号 - ）[2]

## キャラクターデザイン
- ブルースティンガー - 1999年、セガ
- ILLBLEED - 2001年、セガ
- The Maze Of The Kings - 2002年、セガ/ヒットメーカー